# Flaurling
Flaurling település Ausztriában, Tirolban az Innsbrucki járásban található. Területe 19,64 km², lakosainak száma 1 234 fő, népsűrűsége pedig 63 fő/km² (2014. január 1-jén). A település 675 méteres tengerszint feletti magasságban helyezkedik el, három településrésze: Bahnhof, Dorf és Berg. Flaurling egyik testvértelepülése a Somogy vármegyei Andocs.

## A flaurlingi templom
Azon a helyen, ahol ma a templom áll, már egy 1326-os forrás is kápolnát említett. Ezt 1508-ban Sigismund Ris bővíttette, majd 1574-ben és 1750-ben újabb átépítések következtek. 1836-ban új hajót építettek hozzá, ezzel pedig az egész templom tájolása is megváltozott. 1957–1958-ban nagyobb felújításon esett át az épület; ebből az időből származnak a Wolfram Köberl által készített mennyezetfestmények is.